# Ciferace
Ciferace je pojem z oblasti aritmetiky označující zobrazení, které každému přirozenému číslu přiřazuje jednociferné číslo vzniklé opakováním ciferného sčítání původního čísla. Je-li výsledek jednociferný, jedná se o ciferaci původního čísla. V opačném případě se opakuje sčítání cifer výsledku, dokud nedostaneme jednociferné číslo – ciferaci původního čísla.
Ciferace řetězce písmen označuje zobrazení, které každému řetězci písmen přiřazuje jednociferné číslo, které vznikne ciferací součtu pořadových čísel jednotlivých písmen řetězce. Pořadí písmen je dáno použitou abecedou, např. anglickou abecedou s 26 znaky. Abecedu je případně možné dále rozšířit a znakům navíc přiřadit odpovídající čísla.
Ciferným součtem čísla v dané číselné soustavě rozumíme číslo, které získáme prostým sečtením všech cifer (číslic) v jeho zápisu v této číselné soustavě.

## Příklad
Máme číslo {\displaystyle 12345} (zapsané v desítkové soustavě). Jeho ciferace (v desítkové soustavě) je 6, protože {\displaystyle 1+2+3+4+5=15} a následně {\displaystyle 1+5=6}.
Pro desítkovou soustavu má ciferace signaturu zobrazení {\displaystyle \mathbb {N} \rightarrow \{0,1,\ldots ,9\}}.